# Ujelang
Ujelang est un atoll inhabité des îles Marshall composé de 30 îlots couvrant une superficie de 1,73 km2, entourant un lagon de 66 km2 de superficie (23 kilomètres de longueur sur 4 kilomètres de largeur en moyenne).

## Histoire
Le premier visiteur européen d'Ujelang a été Álvaro de Saavedra le 21 septembre 1529 peu avant sa mort, dans sa deuxième tentative de retour de Tidore à la Nouvelle Espagne,. L'observation d'Ujelang a de nouveau été enregistrée par les expéditions espagnoles de Ruy López de Villalobos le 6 janvier 1543, par Miguel López de Legazpi le 15 janvier 1565 et par les mutins de San Jeronimo conduits par le pilote Lope Martín en 1566.
En 1811, le navire marchand britannique Providence redécouvre l'Atoll et le nomme Ujelang Island Providence Island. La Providence avait transporté des condamnés de Grande-Bretagne à la Nouvelle-Galles du Sud et se rendait en Chine pour prendre une cargaison et la ramener en Grande-Bretagne.
L'empire d'Allemagne a revendiqué l'atoll d'Ujelang avec le reste des îles Marshall en 1884. L'atoll était la propriété privée des sociétés commerciales allemandes qui maintenaient des plantations de coprah sur la plus grande île, aussi appelée Ujelang. Après la Première Guerre mondiale, l'île reçut le mandat Pacifique Sud de l'empire du Japon. En 1935, il n' y avait que 40 habitants.
Pendant la Seconde Guerre mondiale, l'île a été occupée par la 1ère Compagnie de l'armée américaine, 111e régiment d'infanterie, qui a débarqué le 22 avril 1944 et qui l'a utilisée comme zone de rassemblement avant d'être redéployée à Peleliu le 1er février 1945.
Après la fin de la Seconde Guerre mondiale, l'île est passée sous le contrôle des États-Unis en tant que territoire sous tutelle des îles du Pacifique jusqu'à l'indépendance des îles Marshall en 1986. L'île est devenue un centre de relocalisation pour les habitants de l'atoll d'Enewetak en 1947, en raison d'essais atomiques sur cette île de 1948-1958. La population d'Ujelang est passée de 145 habitants en 1947 à 342 en 1973. Les habitants voulaient retourner à Enewetak et une réunion très médiatisée s'est tenue à Ujelang en 1979 pour discuter de la question.
Le nettoyage d'Enewetak a essentiellement été fait, à l'exception de plusieurs zones qui ont été déclarées insalubres jusqu'en 2010. Des centaines de nouveaux cocotiers ont été plantés et de vastes quantités de sédiments et d'autres matériaux contaminés par la radioactivité ont été ensevelis sous un immense dôme de béton. L'année suivante, en 1980, tous les habitants d'Ujelang sont retournés à Enewetak distante de 230 km au nord-est. Une centaine de personnes retournèrent bientôt à Ujelang parce qu'Enewetak ne pouvait pas subvenir aux besoins de tant de gens, mais leur séjour à Ujelang fut de courte durée. En 1989, Ujelang devint définitivement inhabité. L'atoll d'Ujelang appartient actuellement au Conseil municipal d'Enewetak et est maintenant très rarement visité.

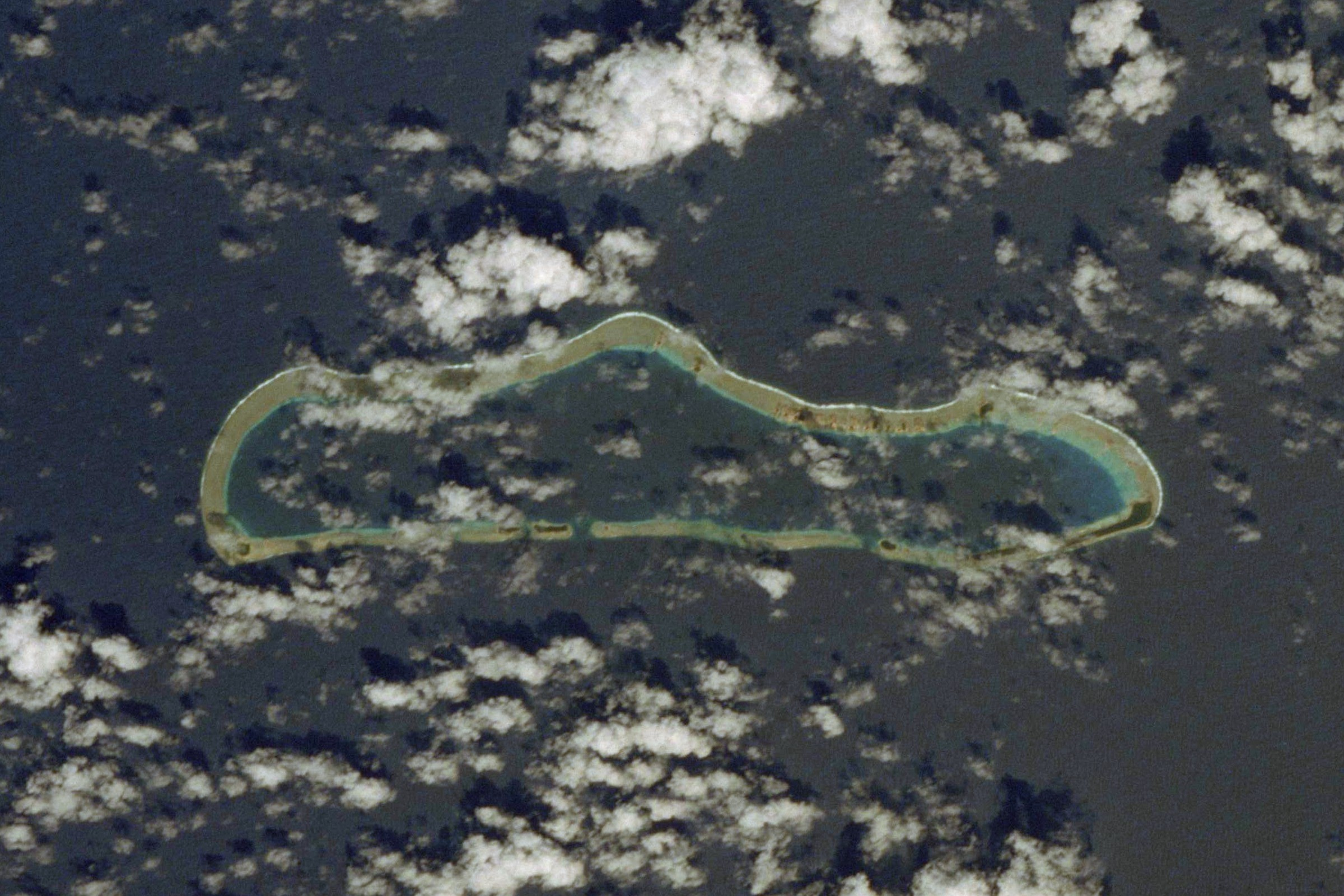
Photographie satellite de l'atoll depuis la navette spatiale Challenger.